# Seznam zápasů jihokorejské fotbalové reprezentace na MS
Jihokorejská fotbalová reprezentace byla celkem 11x na mistrovstvích světa ve fotbale a to v letech 1954, 1986, 1990, 1994, 1998, 2002, 2006, 2010, 2014, 2018, 2022.
- Aktualizace po MS 2022 – Počet utkání – 37 – Vítězství – 8x – Remízy – 9x – Prohry – 20x

| Číslo | Soupeř      | Výsledek                | MS      | Fáze turnaje       | Góly Jižní Korea                                                                  |
| ----- | ----------- | ----------------------- | ------- | ------------------ | --------------------------------------------------------------------------------- |
| 1.    | Maďarsko    | 0 – 9                   | MS 1954 | základní skupina B | Ne                                                                                |
| 2.    | Turecko     | 0 – 7                   | MS 1954 | základní skupina B | Ne                                                                                |
| 3.    | Argentina   | 1 – 3                   | MS 1986 | základní skupina A | Park Chang-Sun                                                                    |
| 4.    | Bulharsko   | 1 – 1                   | MS 1986 | základní skupina A | Kim Jong-Boo                                                                      |
| 5.    | Itálie      | 2 – 3                   | MS 1986 | základní skupina A | Choi Soon-Ho, Huh Jung-Moo                                                        |
| 6.    | Belgie      | 0 – 2                   | MS 1990 | základní skupina E | Ne                                                                                |
| 7.    | Španělsko   | 1 – 3                   | MS 1990 | základní skupina E | Hwangbo Kwan                                                                      |
| 8.    | Uruguay     | 0 – 1                   | MS 1990 | základní skupina E | Ne                                                                                |
| 9.    | Španělsko   | 2 – 2                   | MS 1994 | základní skupina C | Hong Mjong-po, Seo Jung-Won                                                       |
| 10.   | Bolívie     | 0 – 0                   | MS 1994 | základní skupina C | Ne                                                                                |
| 11.   | Německo     | 2 – 3                   | MS 1994 | základní skupina C | Hwang Sun-Hong, Hong Mjong-po                                                     |
| 12.   | Mexiko      | 1 – 3                   | MS 1998 | základní skupina E | Ha Seok-Ju                                                                        |
| 13.   | Nizozemsko  | 0 – 5                   | MS 1998 | základní skupina E | Ne                                                                                |
| 14.   | Belgie      | 1 – 1                   | MS 1998 | základní skupina E | Ju Sang-čchol                                                                     |
| 15.   | Polsko      | 2 – 0                   | MS 2002 | základní skupina D | Hwang Sun-Hong, Ju Sang-čchol                                                     |
| 16.   | USA         | 1 – 1                   | MS 2002 | základní skupina D | Ahn Jung-Hwan                                                                     |
| 17.   | Portugalsko | 1 – 0                   | MS 2002 | základní skupina D | Pak Či-song                                                                       |
| 18.   | Itálie      | 2 – 1                   | MS 2002 | osmifinále         | Seol Ki-Hyeon, Ahn Jung-Hwan                                                      |
| 19.   | Španělsko   | 0 – 0 (PP) (pen. 5 - 3) | MS 2002 | čtvrtfinále        | penalty: Hwang Sun-Hong, Pak Či-song, Seol Ki-Hyeon, Ahn Jung-Hwan, Hong Mjong-po |
| 20.   | Turecko     | 2 – 3                   | MS 2002 | o 3. místo         | Lee Eul-Yong, Song Chong-Gug                                                      |
| 21.   | Togo        | 2 – 1                   | MS 2006 | základní skupina G | Lee Chun-Soo, Ahn Jung-Hwan                                                       |
| 22.   | Francie     | 1 – 1                   | MS 2006 | základní skupina G | Pak Či-song                                                                       |
| 23.   | Švýcarsko   | 0 – 2                   | MS 2006 | základní skupina G | Ne                                                                                |
| 24.   | Řecko       | 2 – 0                   | MS 2010 | základní skupina B | I Čong-su, Pak Či-song                                                            |
| 25.   | Argentina   | 1 – 4                   | MS 2010 | základní skupina B | I Čong-Jong                                                                       |
| 26.   | Nigérie     | 2 – 2                   | MS 2010 | základní skupina B | I Čong-su, Pak Ču-jong                                                            |
| 27.   | Uruguay     | 1 – 2                   | MS 2010 | osmifinále         | Lee Chung-Yong                                                                    |
| 28.   | Rusko       | 1 – 1                   | MS 2014 | základní skupina H | Lee Keun-ho                                                                       |
| 29.   | Alžírsko    | 2 – 4                   | MS 2014 | základní skupina H | Son Hung-min, Ku Ča-čchol                                                         |
| 30.   | Belgie      | 0 – 1                   | MS 2014 | základní skupina H | Ne                                                                                |
| 31.   | Švédsko     | 0 – 1                   | MS 2018 | základní skupina F | Ne                                                                                |
| 32.   | Mexiko      | 1 – 2                   | MS 2018 | základní skupina F | Son Hung-min                                                                      |
| 33.   | Německo     | 2 – 0                   | MS 2018 | základní skupina F | Kim Jong-kwon, Son Hung-min                                                       |
| 34.   | Uruguay     | 0 – 0                   | MS 2022 | základní skupina H | Ne                                                                                |
| 35.   | Ghana       | 2 – 3                   | MS 2022 | základní skupina H | Čo Kju-song                                                                       |
| 36.   | Portugalsko | 2 – 1                   | MS 2022 | základní skupina H | Hwang Hi-čchan, Kim Jong-kwon                                                     |
| 37.   | Brazílie    | 1 – 4                   | MS 2022 | osmifinále         | Pak Sung-ho                                                                       |